# 육전
육전(陸戰) 또는 육상전은 육상에서 행해지는 전투다. 인간의 모든 활동의 기초는 육지에 있고 궁극적으로 그 지역을 지배하는 인간들의 육군력을 중요하게 생각할 필요가 있다. 육전은 지형, 시간, 전술 등에 따라 다양한 형태가 있으며, 필요한 병력, 물자 등도 다양하고 방대하다.
육상전은 다양한 지형과 기상 환경에서 수행되는 다양한 전투 기술, 방법, 다양한 무기 시스템 및 장비를 사용하는 다수의 전투원을 사용하는 것으로 분류된다. 육상전은 도시와 농촌 인구 지역을 방어하기 위해 수행된다는 점에서 전쟁 연구를 지배하며 대부분의 국방 정책 계획 및 재정적 고려의 초점이다.
역사상 육상전은 정면 공격에 사용되는 대체로 훈련되지 않고 비정규 무장한 대중의 대규모 집중에서 다양한 조직, 무기 및 정보 시스템을 사용하는 고도로 훈련된 정규군과 함께 제병 개념을 사용하는 현재까지 수행 방식에서 몇 가지 뚜렷한 전환을 겪었다. 다양한 전략, 작전, 전술적 교리를 사용한다.
과거 지상전은 군대의 전투부대에 의해 수행되었지만, 제2차 세계대전 이후에는 크게 보병, 기갑, 포병이라는 세 가지 유형의 전투부대가 참여하게 되었다. 항해의 시대(Age of Sail) 이후 이들 무기는 바다와 해양의 전력을 투사하기 위해 상륙전 개념과 방법을 사용해 왔으며, 군용 수송 항공기와 헬리콥터가 널리 도입된 이후에는 공수부대와 수직 포위를 사용하여 다양한 교리를 사용했다. 육지에서 전쟁을 수행한다.

## 지상군
지상군에는 할당된 임무와 임무를 완수하기 위해 지상에서 작전을 수행하는 인원, 무기 플랫폼, 차량 및 지원 요소가 포함된다.

## 조건에 따른 분류
- 산악전
- 시가전